# Maurice Sinet
Maurice Sinet, alias Siné, född 31 december 1928 i Paris, död 5 maj 2016 i Paris, var en fransk serieskapare, illustratör, animatör och aktivist.

## Biografi
Siné startade som typograf efter att ha studerat teckning och grafisk formgivning. Han började tidigt teckna serier samtidigt som han försörjde sig som kabarésångare och genom att retuschera fotografier för porrtidningar. 1952 publicerades en av hans teckningar i tidningen France-Dimanche och 1955 mottog han Grand Prix de l'Humour Noir, som är ett humorpris initierat av Tristan Maya och som kan översättas med Första pris i svart humor, för sitt album Complainte sans Paroles.
Han började sedan som politisk satirtecknare för tidningen L'Express där han bland annat kom att attackeras för sina antikolonialistiska teckningar angående Algeriet. Vid ett par tillfällen blev han till och med stämd och försvarades då av Jacques Vergès som vid denna tidpunkten var advokat för FLN (Algeriska frihetsfronten).
1962 lämnade Siné L'Express och året därpå startade han den radikala satirtidningen Siné Massacre. I maj 1968 startade han ännu en tidning, L'Enragé, tillsammans med Jean-Jacques Pauvert.
Det som Siné annars har blivit mest känd för är alla sina satiriska skämtteckningar.
Siné som var en stor jazzkonnässör har också illustrerat skivomslag och ett antal böcker om jazz. Han var också medlem i den franska så kallade Collège de Pataphysique.